# Čerevkovo
Čerevkovo (in russo Черевково?) è una città situata in Russia, nell'Oblast' di Arcangelo, più precisamente nel Krasnoborskij rajon.